# Буле, Джеффери
Джеффери Буле (англ. Jeffery Bule; род. 15 ноября 1991, Соломоновы Острова) — соломонский футболист, полузащитник.

## Карьера

### Клубная
Выступать за футбольный клуб «Колоале» из города Хониара, столицы Соломоновых Островов, Буле начал не позднее сезона 2008/2009. В том сезоне он принял участие во всех 6 матчах своей команды в Лиге чемпионов ОФК, в том числе в обоих финальных матчах против новозеландского клуба «Окленд Сити», прошедших 25 апреля и 3 мая 2009. В финале «Колоале» по сумме двух матчей уступил со счётом 4:9. Свой первый гол на международных соревнованиях Буле забил 5 февраля 2011 года в матче против фиджийской «Лаутоки» с пенальти.

### Международная
Буле дебютировал за сборную Соломоновых Островов 27 июля 2011 года в игре против Вануату. Тогда матч закончился вничью 0:0. Также играл 27 августа 2011 года против Гуама. Матч закончился победой Соломоновых Островов со счётом 7:0. Первый свой гол за сборную Джеффери забил 30 августа 2011 года в игре против Американского Самоа, когда реализовал пенальти. Соломоновы Острова победили 4:0.
Джеффери вызывался в сборную на Кубок наций ОФК 2012. На поле выходил только в двух матчах: против Папуа-Новой Гвинеи (1:0) и Новой Зеландии (1:1).
Также Буле сыграл три матча за молодёжную сборную Соломоновых Островов в отборочном турнире, в котором определялся представитель Океании на Олимпийских играх 2012 года в Лондоне. В групповом турнире его команда заняла третье место и выбыла из дальнейшей борьбы.